# Syri i Kaltër

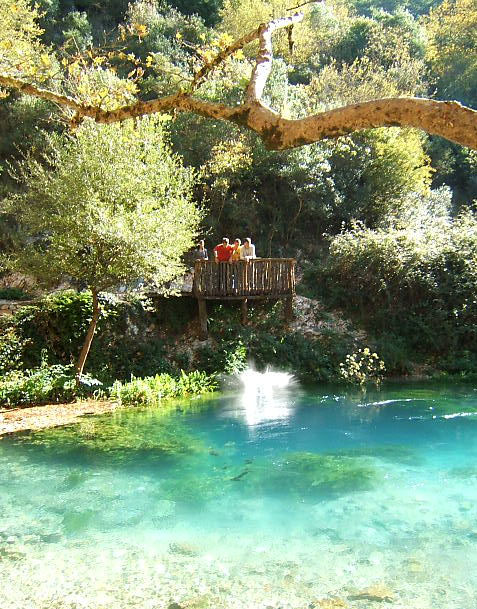
Syri i Kaltër

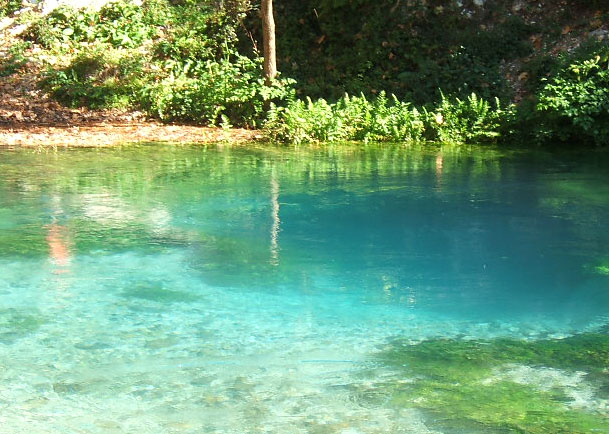
La sorgente di Syri i Kaltër

Syri i Kaltër (in inglese noto anche come Blue Eye, in italiano Occhio azzurro) è una sorgente carsica situata sulle pendici occidentali del monte Mali i Gjerë in Albania. Il luogo è una delle più popolari mete turistiche del sud dell'Albania, particolarmente apprezzato per il valore naturalistico.